# Beketamon
Beketamon o Beket va ser una princesa egípcia de la XVIII dinastia. Era filla del faraó Tuthmosis III. El seu nom significa "serventa d'Amon".
El seu nom està inscrit en un objecte votiu de ceràmica faiença (juntament amb el cartutx del seu pare) que es va trobar a Deir el-Bahari i que avui es troba a Boston. També apareix el seu nom en un bastó de fusta del seu servent, Amenmose, que es pot veure avui al Museu de Brooklyn de Nova York. i probablement també en un escarabat, ara al Museu Britànic. És possible que sigui la princesa representada al darrere de la princesa Meritamon a la capella d'Athor, a Deir el-Bahri.